# CA Betong
CA Betong - certifierad montagearbetsledare är ett frivilligt system för certifiering av arbetsledare som leder arbeten med montering av betongelement klass N med komplettering bärande konstruktioner av stål i säkerhetsklass 1 i Sverige som Nordcert fungerar som fristående certifieringsorgan för.